# Myllyrivier (Jukkasjärvi)
De Myllyrivier (Zweeds: Myllyjoki) is een riviertje dat stroomt binnen de Zweedse gemeente Kiruna. Het riviertje ontstaat op de heuvel Etnuluihtin, moet daar vervolgens omheen om na enkele kilometers al in de Torne te stromen (tegenover het dorp Jukkasjärvi).
Afwatering: Myllyrivier → Torne → Botnische Golf